# Валя-Фетей
Валя-Фетей (рум. Valea Fetei) — село у повіті Олт в Румунії. Входить до складу комуни Вергуляса.
Село розташоване на відстані 140 км на захід від Бухареста, 22 км на північ від Слатіни, 53 км на північний схід від Крайови.

## Населення
За даними перепису населення 2002 року у селі проживали 248 осіб, усі — румуни. Усі жителі села рідною мовою назвали румунську.